# (118) Пейто
(118) Пейто (др.-греч. Πειθώ) — типичный астероид главного пояса, принадлежащий к светлому спектральному классу S. Он был обнаружен 15 марта 1872 года германским астрономом Робертом Лютером в Дюссельдорфской обсерватории и назван в честь Пейто, богини убеждения в древнегреческой мифологии.

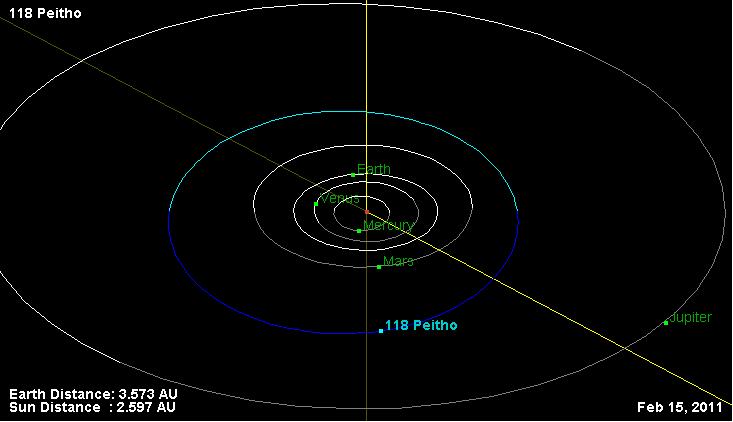
Орбита астероида Пейто и его положение в Солнечной системе

Наблюдались два покрытия звёзд этим астероидом: в 2000 и в 2003 году.